# 佐藤夕子 (漫画家)
佐藤 夕子（さとう ゆうこ、1983年4月10日 - ）は、日本の漫画家。福島県出身。血液型はO型。福島県立西会津高等学校卒業。

## 来歴
福島県立西会津高等学校を卒業後、日本アニメ・マンガ専門学校卒業。2003年に「魔法使いマイケルマリー」が『月刊コミックブレイド』（マッグガーデン）主催の月例マンガ大賞で期待賞を受賞し、10月号掲載の同作品でデビュー。その後も同誌の月例マンガ大賞への投稿を重ね、2006年に「LENGA」で入選となる。2008年に深見真の原作による『ヤングガン・カルナバル』で連載デビューを果たす。
2009年9月11日より『ファミ通コミッククリア』（エンターブレイン）にて、ゲームのコミカライズである『ロロナのアトリエ 〜アーランドの錬金術士〜』の連載を開始。
2011年3月、東日本大震災の被災地への応援メッセージイラストが『月刊コミックアライブ』（メディアファクトリー）公式サイトにて公開され、佐藤も参加。
2011年9月にスタートされたゲーム「テイルズ オブ エクシリア」のコミカライズ連載のひとつとして、『ビバ☆テイルズ オブ マガジン』Vol.8より『テイルズ オブ エクシリア SIDE;JUDE』の連載を開始。
2015年3月より米澤穂信の小説『折れた竜骨』のコミカライズを『ファミ通コミッククリア』にて連載開始。
2017年8月、佐藤のTwitter上で「波の描き方」を紹介。波の描き方のポイントは「流れや光源をはじめに決めて、影になる部分からペンを入れていくこと」だという。
2019年、ブシロードのゲームアプリ「ロストディケイド」内のコミックの部分を担当。

## 人物
好きなものはトマト。
『アルマディアノス英雄伝』を連載していたころには怪談にハマり、執筆をしながら毎日怪談の朗読動画を視聴していたという。お気に入りの作品として『雨月物語』を挙げている。

## 作品リスト

### 漫画作品

#### 連載
- ヤングガン・カルナバル（原作：深見真、『FlexComixネクスト』2008年6月 - 2011年3月）
- 白騎士物語 -episode.0- ドグマ戦記（原作：レベルファイブ、構成：いけだたかし、「白騎士物語 ポータルサイト」2008年12月10日 - 2009年12月4日）
- ロロナのアトリエ 〜アーランドの錬金術士〜（原作：株式会社ガスト、『ファミ通コミッククリア』2009年9月11日[4] - 2010年9月10日）
- テイルズ オブ エクシリア SIDE;JUDE（原作：バンダイナムコゲームス、『ビバ☆テイルズ オブ マガジン』Vol.8[6] - 2014年2月号）
- 狐ノ嫁入リ（原作：OSTER project、キャラクター原案：ちほ、『MIKU-Pack』07 - 14）
- 折れた竜骨（原作：米澤穂信、『ファミ通コミッククリア』2015年3月27日[7] - 2018年9月21日）
- アルマディアノス英雄伝（原作：高見梁川、『アルファポリス-電脳浮遊都市-』2017年7月25日 - 2020年1月29日）
- フェンリル母さんとあったかご飯（原作：はらくろ、キャラクター原案：カット、『comicコロナ』2019年4月15日 - 2021年7月22日）
- 追放された転生公爵は、辺境でのんびりと畑を耕したかった 〜来るなというのに領民が沢山来るから内政無双をすることに〜（原作：うみ、キャラクター原案：あんべよしろう、『少年エースplus』2021年2月5日 - 連載中）
- ミムムとシララ 〜ドラゴンのちんちんを見に行こう〜（原作：端、『くらげバンチ』2021年6月18日[10] - 2022年11月18日） - 読み切りから連載化[10]。
- 凍星のカレワラ（原作：三嶋イソ、『月刊キスカ』2021年12月号[11] - 2022年2月号〈最終号[12]〉→『WEBコミックガンマ』[13]2022年2月10日[3] - 2025年3月14日[14]）
- 黒猫ニャンゴの冒険 〜レア属性を引き当てたので、気ままな冒険者を目指します〜（原作：篠浦知螺、キャラクター原案：四志丸、『月刊ドラゴンエイジ』2022年10月号[15] - 2024年1月号[16]）
- 薬剤師・毒島花織の名推理（原作：塔山郁、『ヤングドラゴンエイジ』Vol.25[17] - 連載中）

#### 読み切り
- 魔法使いマイケルマリー（『月刊コミックブレイド』2003年10月号）
- 狐ノ嫁入リ（原作：OSTER project、『恋色病棟 OSTER project コミックコレクション』2016年） - アンソロジー寄稿作品。
- ミムムとシララ 〜ドラゴンのちんちんを見に行こう〜（原作：端、『くらげバンチ』2020年12月[10]）
- 見せて！ ゾンビな仲良し！（『ゾンビに囲まれて学校で二人きりアンソロジー』2022年[18]） - アンソロジー寄稿作品。
- 魔女の弔い人（原作：ミツキノダン、『月刊ガンガンJOKER』2024年11月号[19]）

### 書籍
- 『ヤングガン・カルナバル』、原作：深見真、フレックスコミックス〈Flex Comix〉2008年 - 2011年、全5巻
- 『白騎士物語 -episode.0- ドグマ戦記』、原作：レベルファイブ、構成：いけだたかし、メディアファクトリー〈MFコミックス〉2010年、全2巻
- 『ロロナのアトリエ 〜アーランドの錬金術士〜』、原作：株式会社ガスト、エンターブレイン〈ファミ通クリアコミックス〉2010年、全2巻
- 『テイルズ オブ エクシリア SIDE;JUDE』、原作：バンダイナムコゲームス、アスキー・メディアワークス〈電撃コミックス〉2012年 - 2014年、全4巻
- 『狐ノ嫁入リ』、原作：OSTER project、キャラクター原案：ちほ、KADOKAWA〈電撃コミックスNEXT〉2015年、全2巻
- 『折れた竜骨』、原作：米澤穂信、KADOKAWA〈ファミ通クリアコミックス〉2016年 - 2018年、全5巻
- 『アルマディアノス英雄伝』、原作：高見梁川、アルファポリス〈アルファポリスCOMICS〉2018年 - 2020年、全2巻
- 『フェンリル母さんとあったかご飯』、原作：はらくろ、キャラクター原案：カット、TOブックス〈コロナ・コミックス〉2019年 - 、既刊3巻（2021年4月15日現在）
- 『追放された転生公爵は、辺境でのんびりと畑を耕したかった 〜来るなというのに領民が沢山来るから内政無双をすることに〜』、原作：うみ、キャラクター原案：あんべよしろう、KADOKAWA〈角川コミックス・エース〉2021年 - 、既刊4巻（2024年12月26日現在）
- 『ミムムとシララ 〜ドラゴンのちんちんを見に行こう〜』、原作：端、新潮社〈バンチコミックス〉2021年 - 2023年、全3巻
- 『凍星のカレワラ』、原作：三嶋イソ、竹書房〈バンブーコミックス〉2022年 - 2025年、全3巻
- 『黒猫ニャンゴの冒険 〜レア属性を引き当てたので、気ままな冒険者を目指します〜』、原作：篠浦知螺、キャラクター原案：四志丸、KADOKAWA〈ドラゴンコミックスエイジ〉2023年 - 、既刊2巻（2024年1月9日現在）

### その他
- ロストディケイド（ゲーム、2019年）コミック担当[9]